# Agathis breviseta
Agathis breviseta är en stekelart som beskrevs av Christian Gottfried Daniel Nees von Esenbeck 1812. Agathis breviseta ingår i släktet Agathis och familjen bracksteklar. Arten är reproducerande i Sverige. Inga underarter finns listade i Catalogue of Life.